# Puqueldón
Puqueldón è un comune del Cile della provincia di Chiloé nella Regione di Los Lagos. Al censimento del 2002 possedeva una popolazione di 4.160 abitanti.
Il comune si estende totalmente sull'isola di Lemuy, localizzata ad occidente dell'isola di Chiloé.

## Società

### Evoluzione demografica
| Censimento del 1992 | Censimento del 2002 |
| 4.248 ab.           | 4.160 ab.           |